# Heinrich Harder

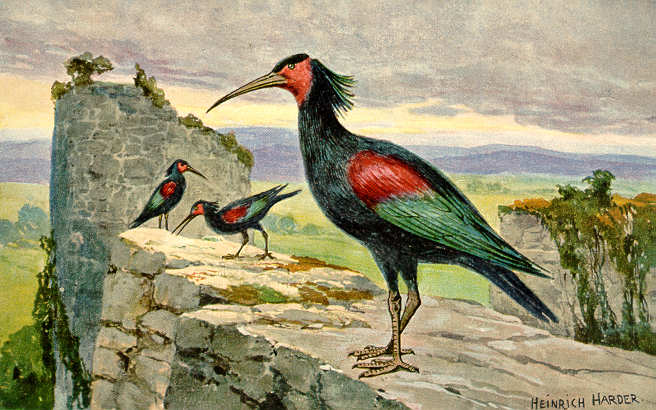
Ibis ermità, pintura de Heinrich Harder

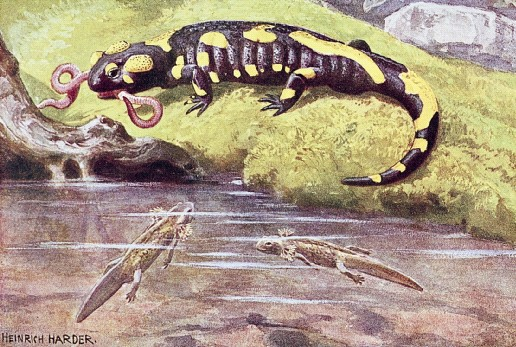
Salamandra comuna pintada per Heinrich Harder

Heinrich Harder (Putzar, 2 de juny del 1858 - Berlín, 5 de febrer del 1935) fou un artista alemany que exercí de professor d'art a l'Acadèmia de les Arts de Prússia, a Berlín.
Fou alumne d'Eugen Bracht. Com a paisatgista, exhibí el 1891, a la Gran Exposició d'Art de Berlín, diverses pintures inspirades en els paisatges de Lüneburg, Mecklenburg i les muntanyes del Harz, així com Suècia i Suïssa.
També il·lustrà articles d'història natural. Aquests incloïen una sèrie que acompanyava els articles d'història de la Terra de Wilhelm Bölsche per a Die Gartenlaube, una revista setmanal. A més a més, il·lustrà 60 targetes de dinosaures i mamífers prehistòrics per a la xocolatera de Theodor Reichardt. Les seves obres tingueren un paper important en la popularització i difusió de les imatges de diverses espècies ja desaparegudes, incloent-hi l'ibis ermità, desaparegut a Europa però encara existent en altres regions.

## Pintures més importants

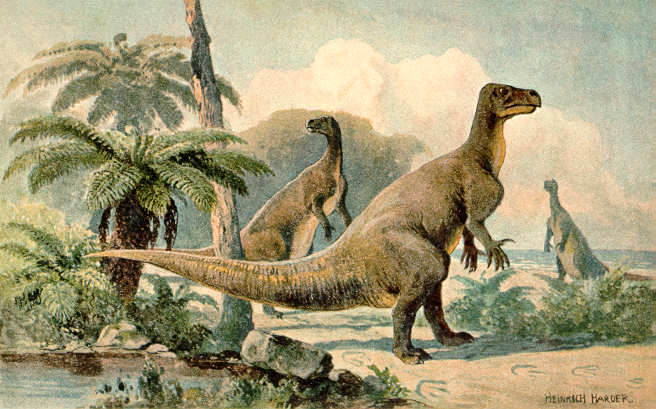
Iguanodon
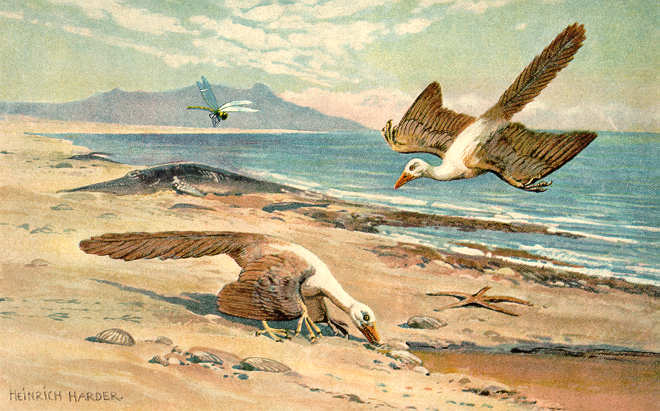
Archaeopteryx
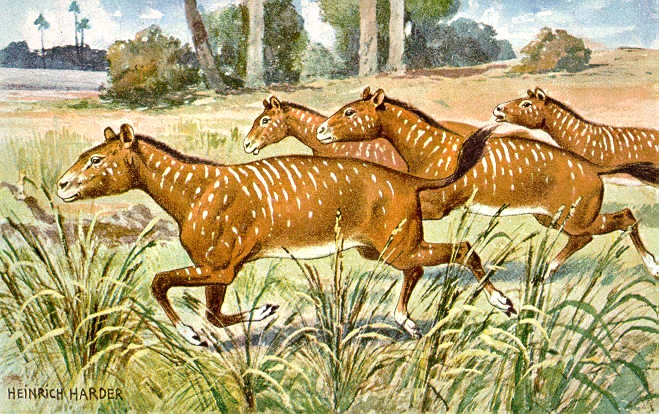
Mesohippus
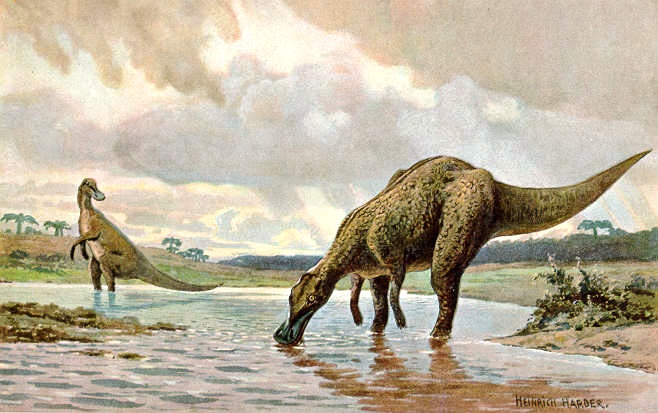
Hadrosaurus
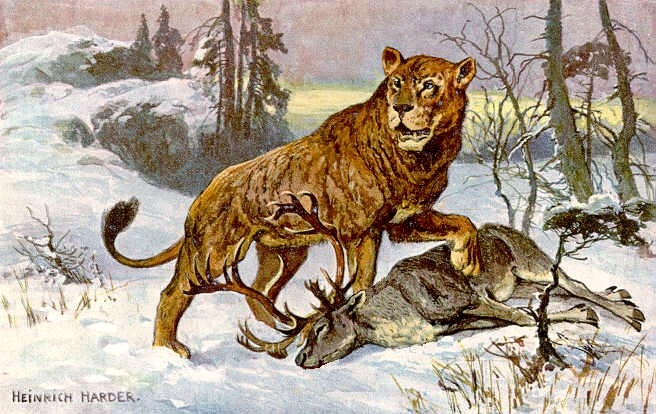
Panthera leo spelaea
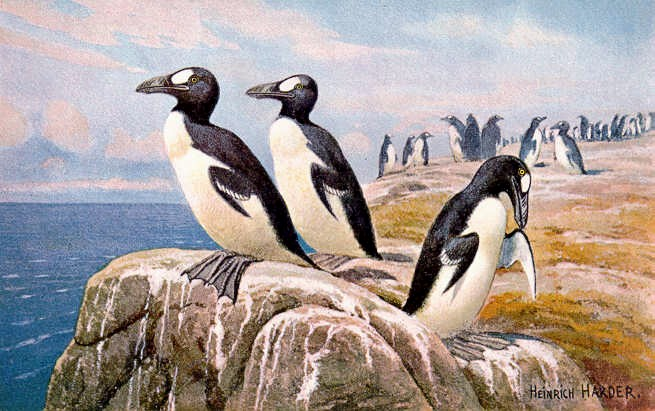
Pinguinus impennis
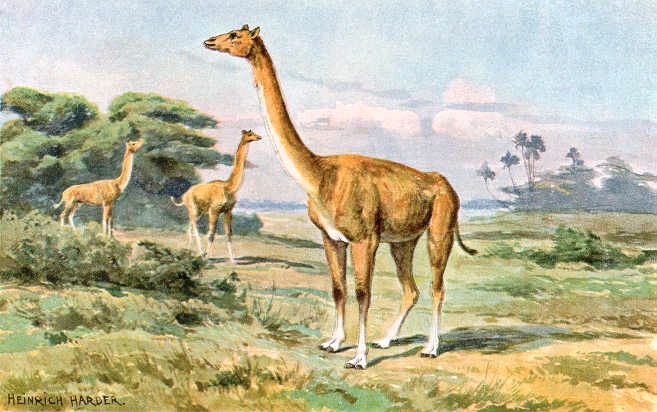
Aepycamelus
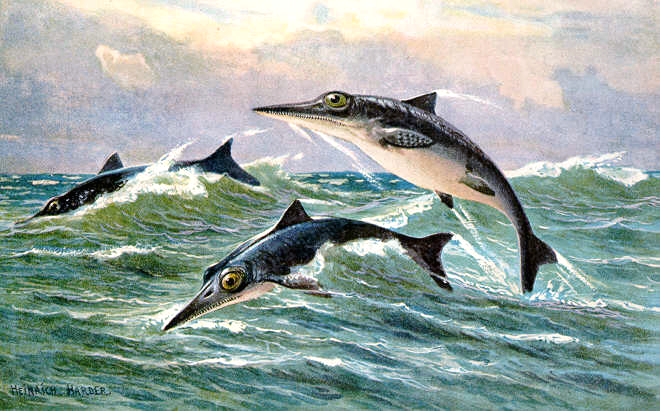
Ichthyosaurus
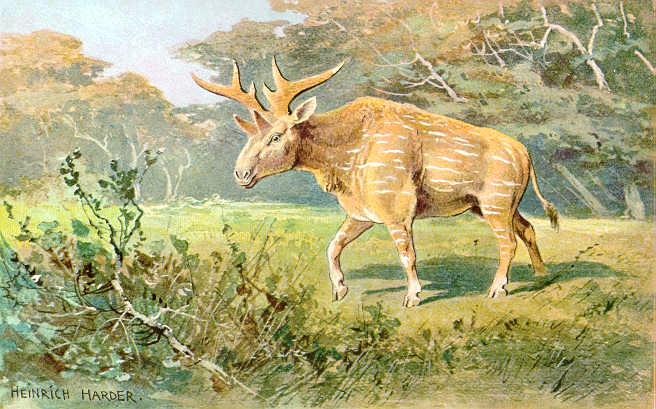
Sivatherium
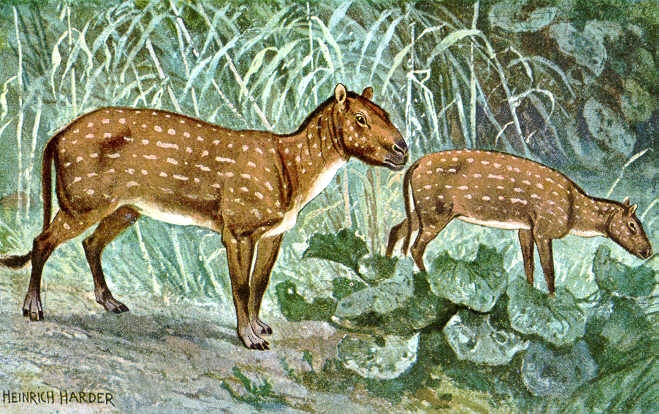
Eohippus
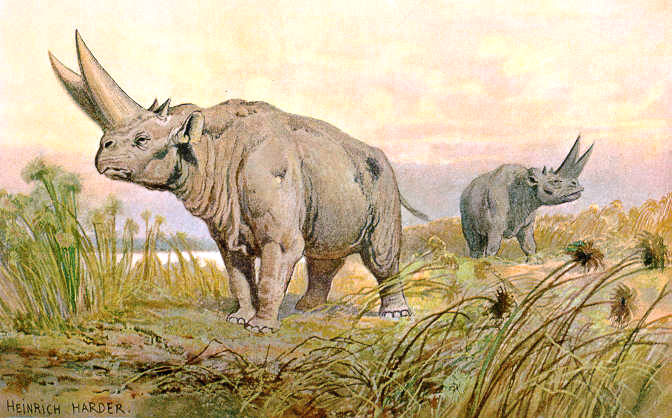
Arsinoitherium
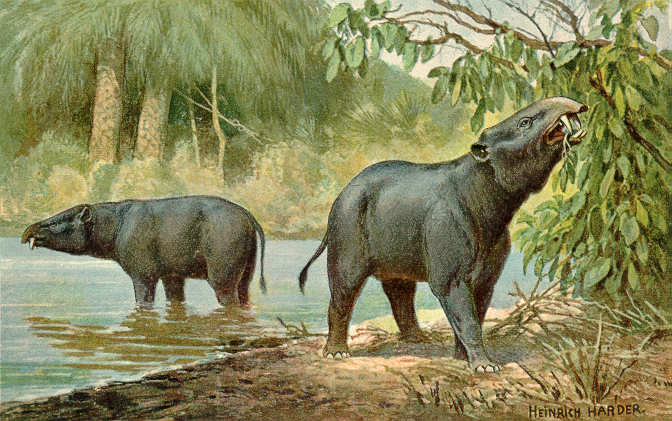
Moeritherium
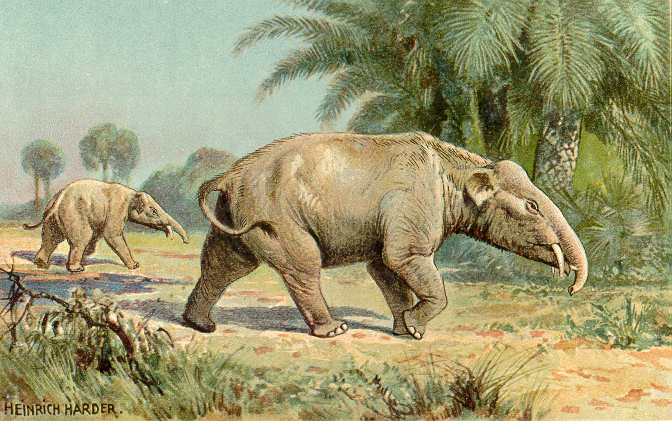
Palaeomastodon
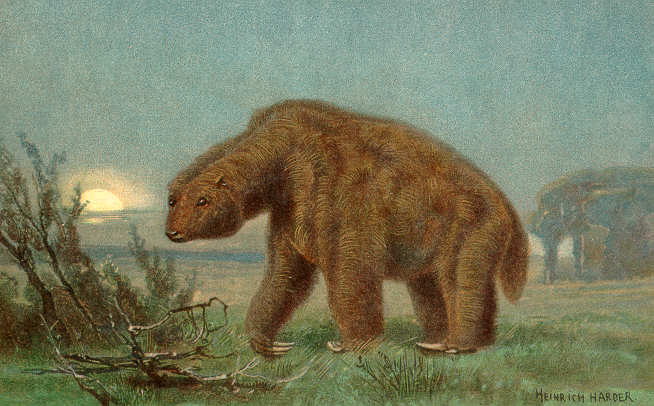
Megatherium
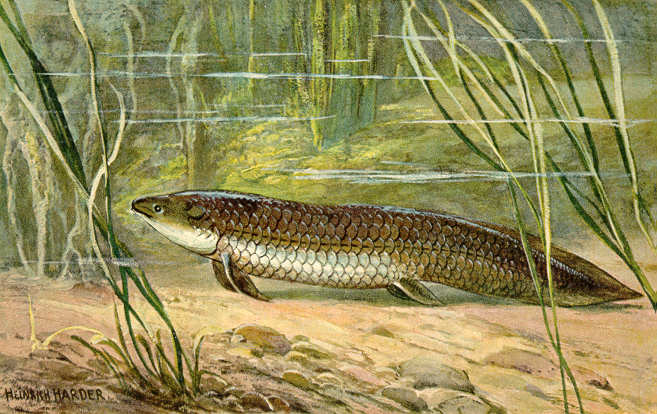
Ceratodus
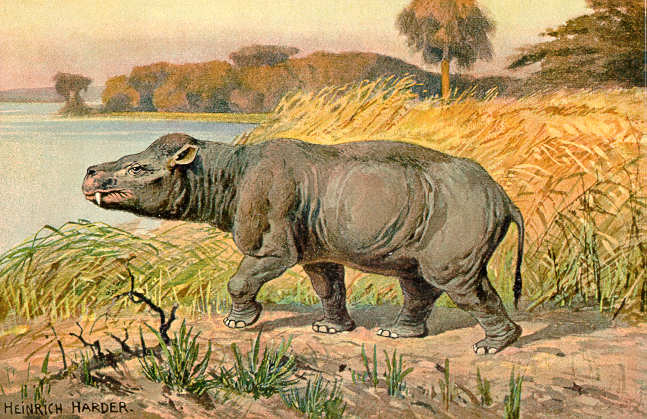
Coryphodon
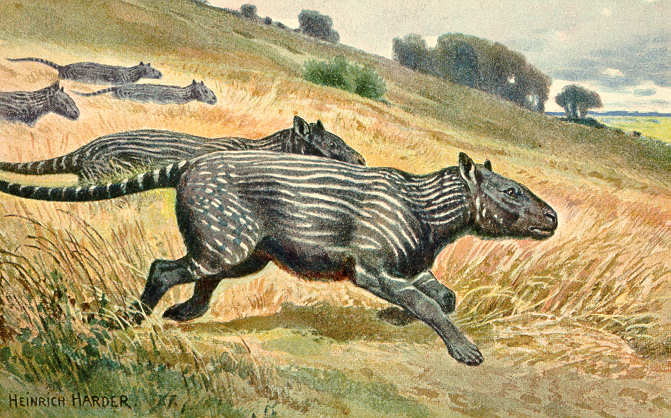
Phenacodus
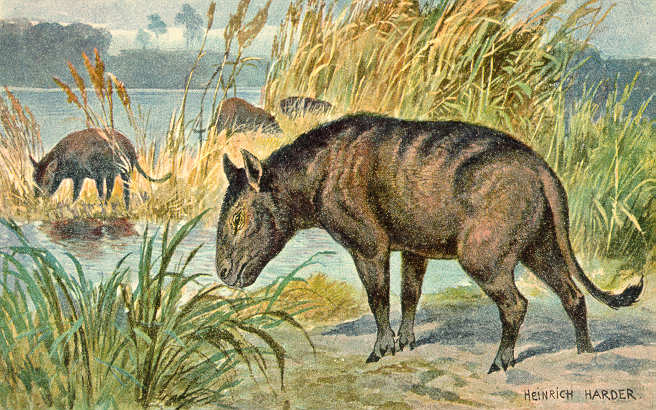
Oreodon
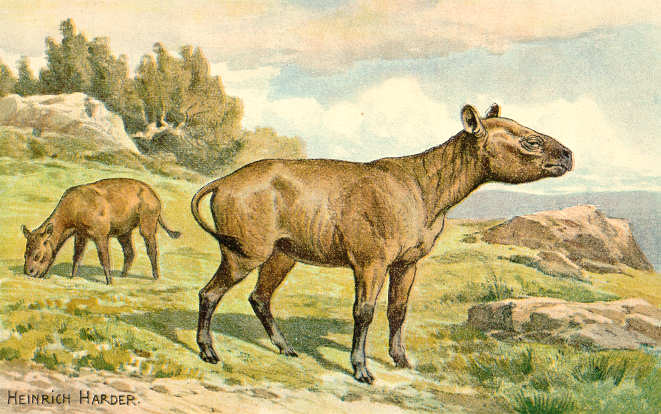
Hyracodon
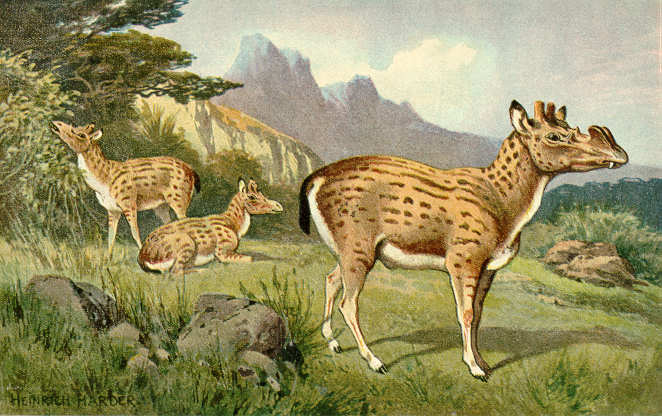
Protoceras
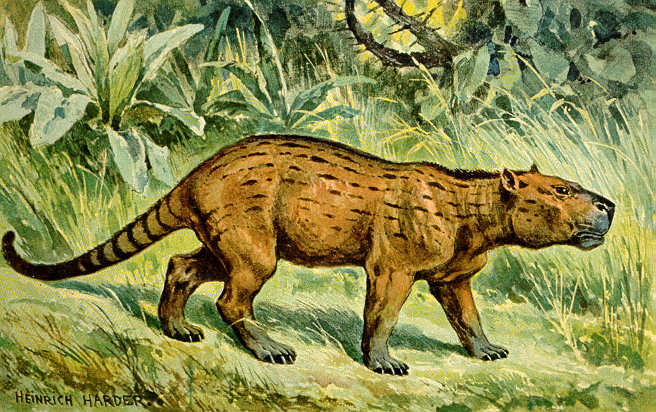
Pantolambda
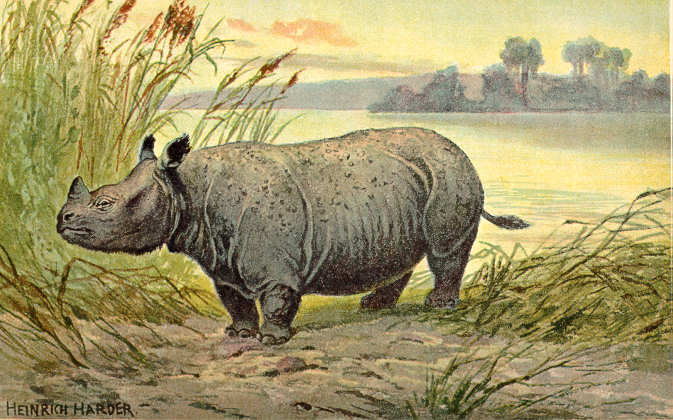
Teleoceras
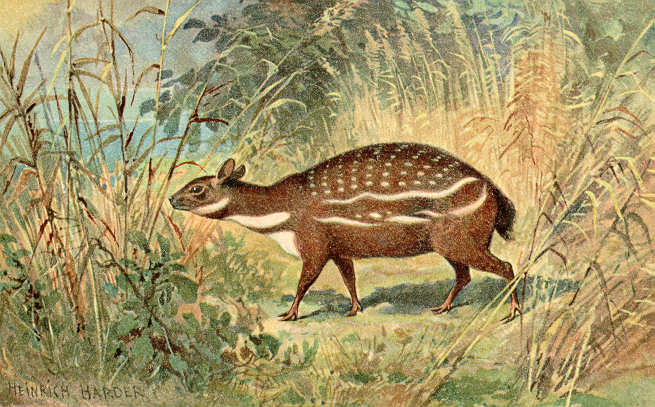
Dorcatherium
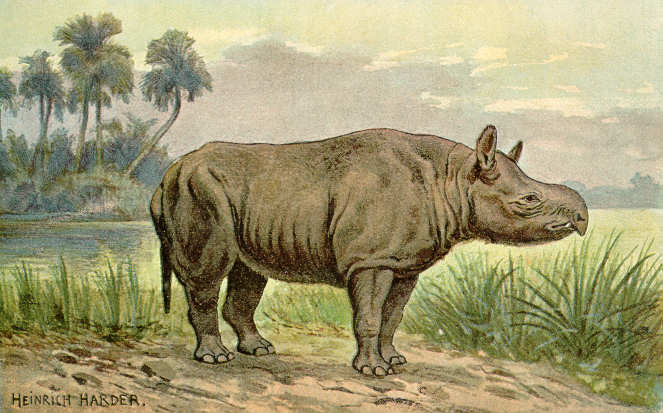
Aceratherium
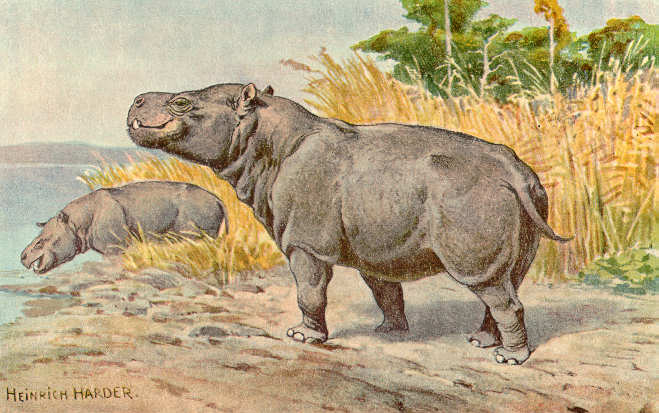
Metamynodon
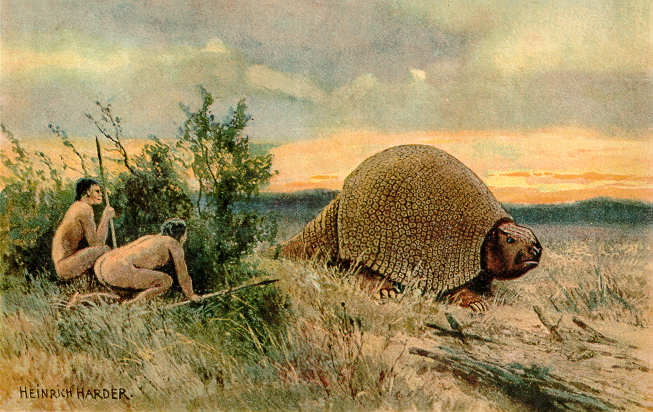
Glyptodon
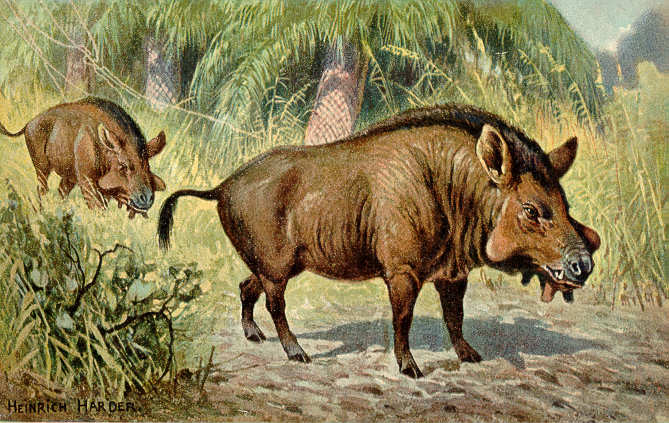
Elotherium
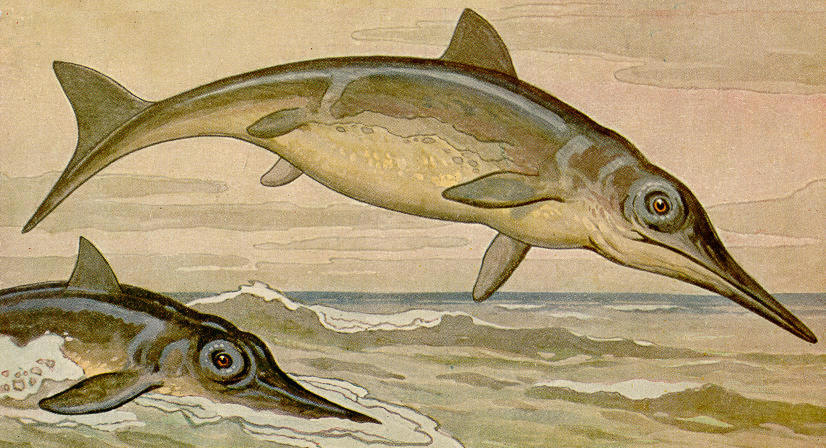
Ichthyosaurus
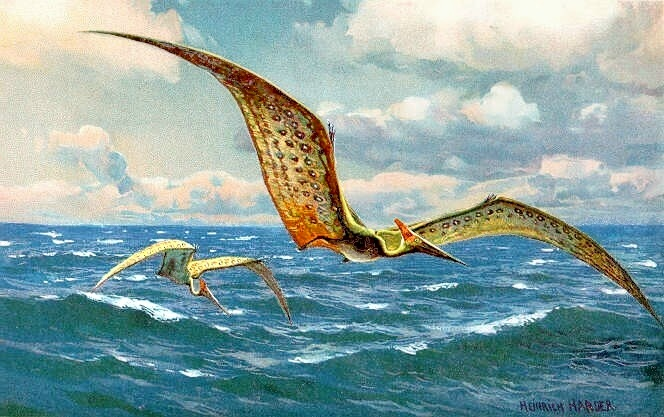
Pteranodon
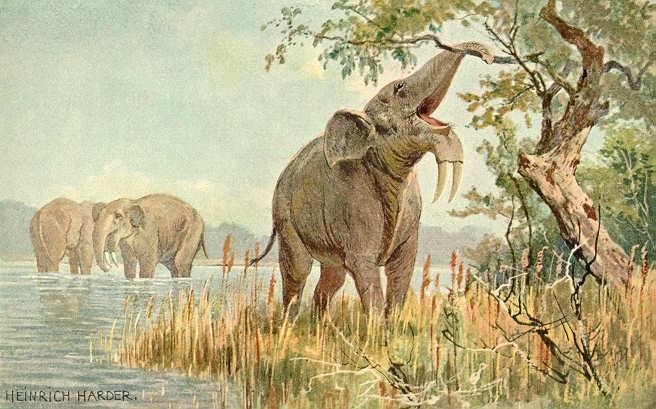
Deinotherium
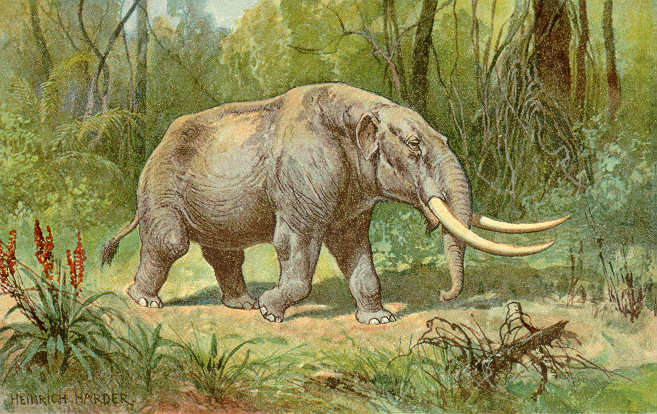
Mammutidae
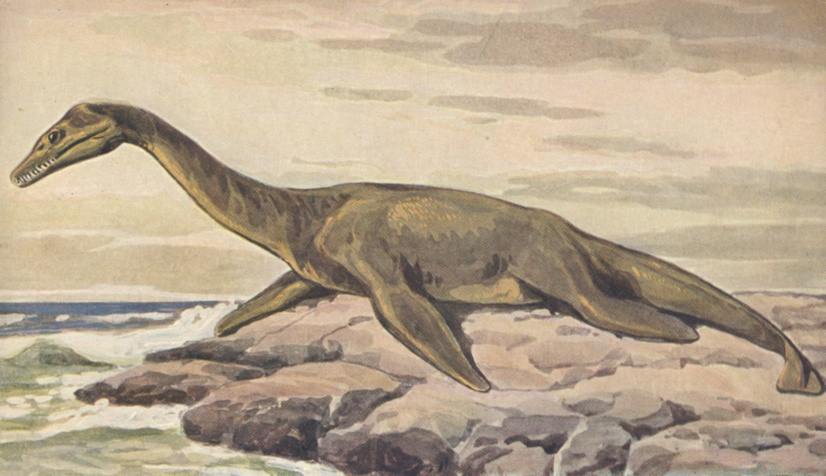
Plesiosaurus
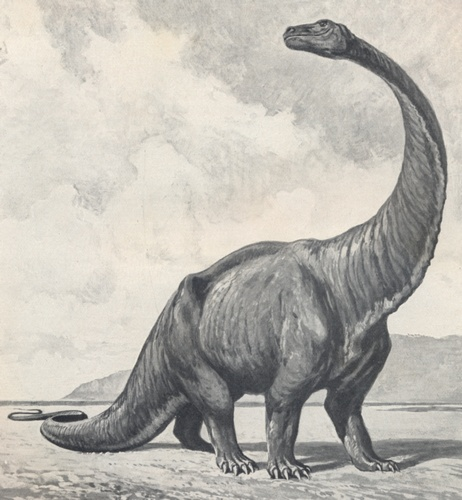
Gigantosaurus